# Brigitte Meijns
Brigitte Leonie Isabelle Meijns é uma medievalista belga, professora de História Medieval na Universidade Católica de Leuven.
O seu trabalho examina o papel das igrejas colegiadas nos Países Baixos medievais, o impacto local da Reforma Gregoriana, e os usos e troca de relíquias.
Ela foi uma pesquisadora visitante na Escola Prática de Altos Estudos em Paris em 2008, e no Instituto de Estudos Avançados de Princeton na primavera de 2009.
Actualmente, ela ensina História da Idade Média e Religião na Idade Média (e anteriormente, Textos Históricos Latinos Pós-Clássicos) na Universidade Católica de Leuven.